# Dél-Szudán hadereje

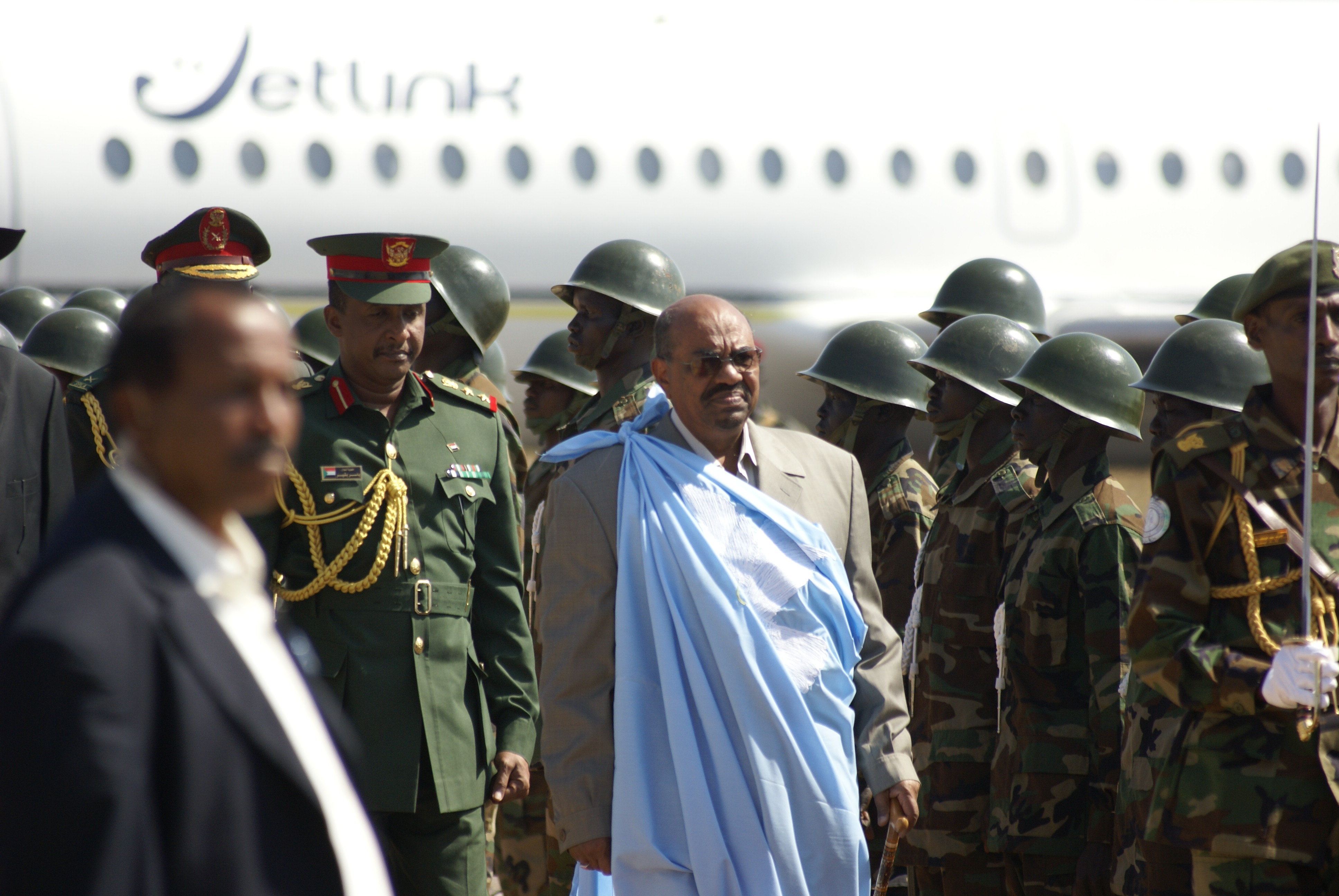
Dél-szudáni katonák Omar el-Basír szudáni elnök érkezésénél

Dél-Szudán hadereje az ország 2011. június 9-i függetlenné válása után jött létre a korábban működő Szudáni Népi Felszabadítás Hadseregből (SPLA), amely a Szudáni Népi Felszabadítási Mozgalom katonai szárnya volt, és jelenleg a reguláris hadsereggé szervezés folyamata zajlik. A haderő feladatát Dél-Szudán alkotmánya határozza meg, amelyek a következőek: az alkotmány fenntartása, az ország szuverenitásának és lakosainak védelme, az ország területi integritásának megőrzése, Dél-Szudán védelme a külső agressziótól és fenyegetésektől és katasztrófaelhárításban való részvétel.

## Története
A hadsereg elődjét, a Szudáni Népi Felszabadítási Hadsereget 1983-ban alapította John Garang, a második szudáni polgárháború dél-szudáni hőse. A szervezet kezdetben 500 elégedetlenkedő katonából állt, ám 1991-re tagja száma az 50 000-ret is elérte. 1996-ban az Egyesült Államok juttatott el 20 millió dollár értékű felszerelést, köztük rádiókat, sátrakat és egyenruhákat a régóta harcoló szervezetnek. Mivel egyik fél sem tudott felülkerekedni a másikon, 2002-ben béketárgyalások kezdődtek, és 2005-ben kötötték meg a békét.
Dél-Szudán legalább hét fegyveres csoporttal áll harcban, amelyet súlyosbítanak a törzsi összecsapások is. Az ENSZ becslései alapján eddig 800-an haltak meg az országban a harcok során, amelyek az ország 10-ből 9 államára kiterjednek. Az SPLA a lázadók elleni harc során többször égetett fel falvakat, becstelenített meg nőket és lányokat, illetve kínzott meg és végzett ki civileket.

## Felszerelés
A haderő a Szudáni Népi Felszabadító Hadsereg fegyverzetét örökölte meg, amelyeknek legnagyobb részét Ugandán és Etiópián keresztül csempészték be. Az ország gyalogsági fegyvereken kívül harckocsik és tüzérség beszerzésére is kísérletet tett 2008-ban, amikor Ukrajnától vásárolt 32 darab T–72-es tankot, 150 gránátvetőt és 6 légvédelmi fegyvert. Ezeket egy ukrán hajó igyekezett becsempészni az országba Kenyán keresztül, ám előbb szomáliai kalózok foglalták el, később pedig a kenyai hatóságok foglalták le a rakományt, amelyet azóta is visszatartanak. Habár eredetileg amerikai kérésre saját vételként állították be a fegyverszállítmányt, a George W. Bush adminisztráció leváltása után kiderült az igazság.

### Gyalogsági fegyverek
| Név               | Típus             | Kaliber | Származási hely         | Megjegyezések                                                                                              |
| ----------------- | ----------------- | ------- | ----------------------- | --- |
| AK–47             | gépkarabély       | 7.62 mm | Oroszország             | Az országban széles körben elérhető, többek között a pásztorok és a kormányellenes gerillák is használják. |
| 56-os típus       | gépkarabély       | 7.62 mm | Kína                    | |
| Heckler & Koch G3 | gépkarabély       | 7.62 mm | Németország vagy Szudán | |
| Galil             | gépkarabély       | 5.56 mm | Izrael                  | |
| M1918 BAR         | könnyűgéppuska    | .30     | USA                     | |
| Dragunov SZVD     | mesterlövészpuska | 7.62 mm | Oroszország             | |
| RPG–7             | rakétavető        |         | Oroszország             | |
| PKM               | könnyűgéppuska    | 7.62 mm | Oroszország             | |

### Járművek
| Név        | Típus              | Darab | Származási hely       | Megjegyzések |
| ---------- | ------------------ | ----- | --------------------- | --- |
| T–72       | harckocsi          | 110   | Oroszország · Ukrajna | Az ország Ukrajnától vásárolt típusaiból 32 darabot csempésző hajót előbb a szomáliai kalózok fogták el, majd a kenyai hatóságok foglalták le. A tankok azóta is Kenyában vannak. |
| 2SZ1       | önjáró tarack      | 12    | Oroszország           | |
| 2SZ3       | önjáró tarack      | 12    | Oroszország           | |
| BM–21 Grad | rakéta sorozatvető | 15    | Oroszország           | |

### Légierő
| Név             | Típus                              | Darab | Változat                   | Származási hely | Megjegyzések                                                    |
| --------------- | ---------------------------------- | ----- | -------------------------- | --------------- | --------------------------------------------------------------- |
| Beechcraft 1900 | szállítógép                        | 1     |                            | USA             |                                                                 |
| Mi–17           | többfeladatú és szállítóhelikopter | 10    | 9 db Mi–17V-5, 1 db Mi–172 | Oroszország     | Négy darab érkezett meg a tíz megrendeltből 2010 augusztusában. |

## Vezetőség

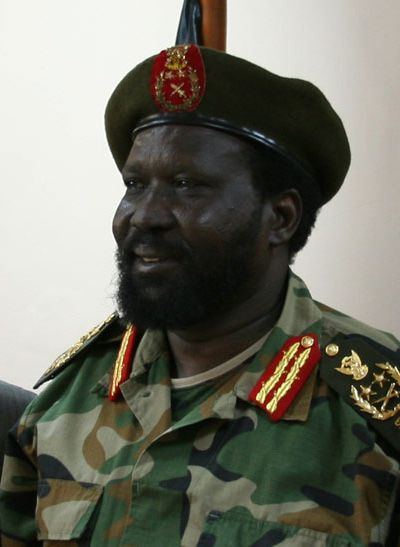
Salva Kiir Mayardit elnök főparancsnoki egyenruhában

A Szudáni Népi Felszabadítási Hadsereg vezetői:
- Salva Kiir Mayardit vezérezredes, főparancsnok
- Paulino Matip Nhial altábornagy, főparancsnok-helyettes
- Nhial Deng Nhial altábornagy, SPLA-ügyek minisztere
- James Hoth altábornagy, vezérkari főnök